# Tapponia obtusa
Tapponia obtusa är en spindelart som först beskrevs av Tord Tamerlan Teodor Thorell 1892.  Tapponia obtusa ingår i släktet Tapponia och familjen lospindlar. Inga underarter finns listade i Catalogue of Life.